# Kevin Alderson
Kevin Alderson (sinh ngày 21 tháng 8 năm 1953) là một cựu cầu thủ bóng đá người Anh có 2 lần ra sân ở Football League thi đấu ở vị trí Tiền vệ chạy cánh cho Darlington vào thập niên 1970. Ông cũng thi đấu bóng đá non-league cho Shildon.